# Деньга Сергій Юрійович
Сергій Юрійович Деньга (28 червня 1971, Одеса) — український актор театру і кіно, режисер, сценарист, педагог і продюсер.

## Життєпис
Народився в Одесі. Батько — еколог, нині — член-кореспондент Міжнародної академії наук екології, безпеки людини і природи (МАНЕБ).
Закінчив акторську школу комік-трупи «Маски». Закінчив Одеський політехнічний університет за спеціальністю «Технологія основного органічного синтезу». Після здобуття вищої освіти у 1998—1999 роках пройшов ще й курси при агенції «Успіх» на Одеській кіностудії.
Почавши акторську діяльність, гостро відчув брак професійних акторських навичок. Оскільки у вітчизняних вишах на той час діяли вікові обмеження на вступ, у 2009 році поїхав до США, де у 2011 році закінчив магістратуру Нью-Йоркської академії кіно. Того ж року повернувся в Україну.

## Фільмографія

### Акторські роботи
- 2005 — «Страсті за кіном» або «Панове кіношники» — Зураб Гацилович Якушкін (немає у титрах)
- 2005 — Неслужбове завдання-2. Вибух на світанку — епізод
- 2006 — Іван Подушкін. Джентльмен сиску-1 — тренер з тенісу
- 2006 — Золоті парубки-2 — водій міліційного УАЗику (немає у титрах)
- 2007 — Сильніші за вогонь — німець
- 2007 — Прапорщик Шматко, або Ё-моё — політтехнолог
- 2007 — Ліквідація — міліціонер
- 2007 — Консерви — епізод
- 2007 — Вечірня казка — міліціонер
- 2008 — Посмішка Бога, або Суто одеська історія — перший співробітник КДБ
- 2008 — Сорокап'ятка — третій диверсант
- 2008 — Розвідники. Останній бій — німець-десантник
- 2008 — Ні кроку назад — епізод
- 2008 — Гарно жити не заборониш — епізод
- 2009 — Оженити Казанову — Алік
- 2010 — Якщо б я тебе кохав… — епізод
- 2010 — Буду пам'ятати (I shall remember) — епізод
- 2011 — Літо Індиго — Славко, водій
- 2011 — Заєць, смажений по-берлінські — унтер-офіцер
- 2011 — Життя і пригоди Мішки Япончика — Студзинський, капітан
- 2012 — Чай з бергамотом — Сергій Юрійович, хірург
- 2012 — Синдром дракона — співробітник СИЗО
- 2013 — Чорні кішки — Сергій Орлов, майор, слідчий військової прокуратури
- 2013 — Тест на кохання — епізод
- 2013 — Спецзагін «Шторм» — адвокат
- 2013 — Рідкісна група крові — Валера, помічник Морозова
- 2013 — Наречений — Гена, підручний Євгена
- 2013 — Везе ж людям — Кость Кардонов
- 2014—2016 — Світло і тінь маяка — Іван Тихомиров
- 2014 — Там, де ти — Гоша, зек
- 2014 — Син за батька — Мартинов, майор поліції
- 2014 — Сонячний удар — офіцер
- 2014 — Пляж — Степан
- 2014 — Курортна поліція — Дмитро Козін (Олександр Соломатін)
- 2014 — Інша жінка — Олег Львович Синицин, адвокат
- 2014 — До побачення, хлопчаки — командир охорони мосту
- 2014 — Горчаков — Іван Баринов
- 2014 — Брат за брата-3 — Іван Сергійович Баринов, полковник
- 2015 — Прокурори — Ніколас Лурьє
- 2015 — Відділ 44 — Федір Остраков, свідок
- 2016 — Одинак — Плющ
- 2016 — На лінії життя — Віктор Ящук
- 2016 — Маестро — Тадеуш
- 2017 — Слуга народу-2. Від любові до імпічменту — помічник Маматова
- 2017 — Рецепт кохання — актор
- 2017 — Підкидьки-2 — Іван, усиновлювач
- 2017 — Пес-2 — Титаренко, адвокат
- 2017 — Ментовські війни. Одеса — Фелікс Сергійович Лозинський, начальник служби безпеки Цезаря
- 2017 — Ментовські війни. Київ — Ларік, кілер
- 2017 — Покоївка — Першин
- 2017 — Добрі наміри
- 2018 — Стоматолог — Сергій
- 2018 — Сліди в минуле — помічник Абдулаєва
- 2018 — Подорож до центру душі — Сайрос
- 2018 — За законами воєнного часу-2 — Ігор В'ячеславович Уваров
- 2018 — Віддай мою мрію — Володимир Озерний
- 2018 — Опер за викликом — Змій
- 2018 — Краще всіх — Федір Успенський, голова журі
- 2018 — Хто ти? — Ігор Кавецький
- 2018 — Смак щастя — адвокат
- 2018 — Біль чужої втрати — Ігор Юрійович Никифоров
- 2019 — Та, що дивиться вдалину — Лаврієнко
- 2019 — На краю безодні — Клаус Фукс
- 2019 — Антін (Anton) — Ніколас
- 2019 — Кріпостна — Ван Гел
- 2019 — Розтин покаже — Геннадій Вікторович Бережний
- 2019 — Я все тобі докажу — Євген Матюшин
- 2019 — Суддя — Микола Степанович Приходько
- 2019 — Слідчий Горчакова — Носкін
- 2019 — Скажи лише слово — Марк
- 2019 — Підкидьок — Андрій Донін
- 2019 — Татусь — лікар-кардіолог
- 2019 — Не жіноча робота — Жданок
- 2019 — На твоєму боці — Петро
- 2019 — Маркус — Востріков
- 2019 — Інша — литовський поліцейський
- 2020 — Шуша — Петро Самсонович Кукушкін
- 2020 — Жіночі таємниці — Василь Петрович
- 2020 — Колір пристрасті — начальник колонії Валентин Валентинович
- 2021 — Теорія зла — Геннадій Климчук

### Режисерські роботи
- 2012 — Чай з бергамотом

### Сценарії
- 2012 — Чай з бергамотом

### Продюсерські роботи
- 2012 — Чай з бергамотом
- 2013 — Везе ж людям